# Le Ménagier de Paris

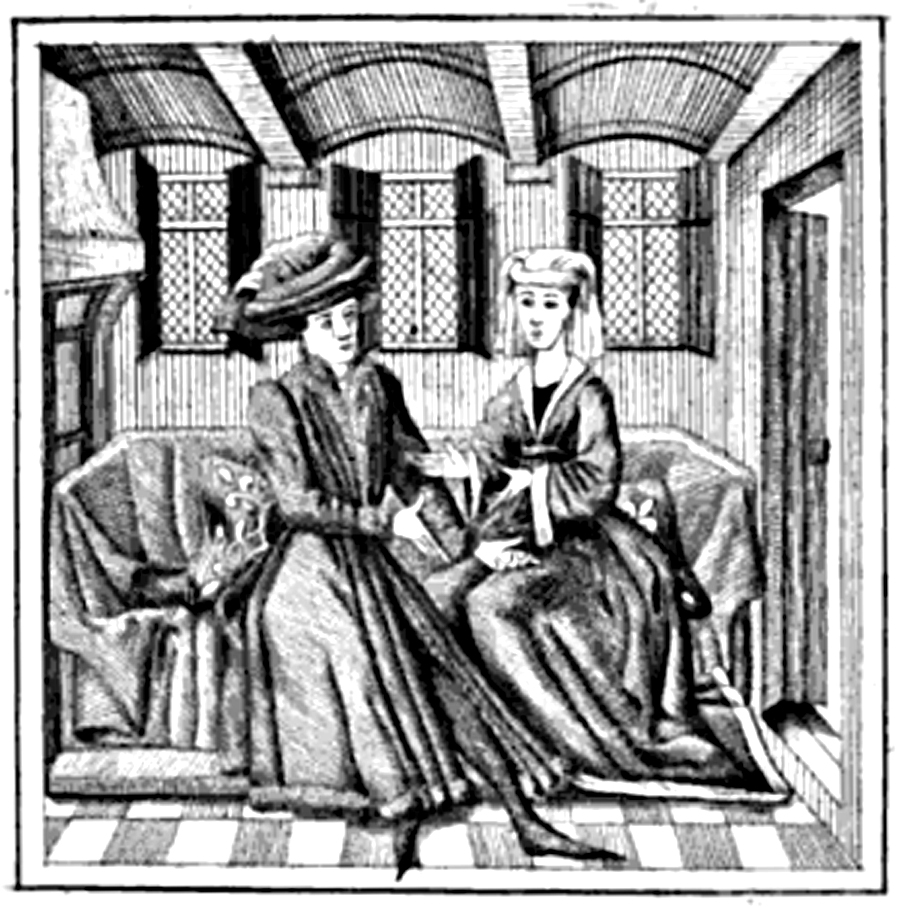
Ілюстрація з книги, XV століття

Le Ménagier De Paris —  французький середньовічний довідник 1393 року правильної поведінки жінки у шлюбі і домашньому господарстві. Вона включає в себе поради статевого подружнього життя, рецепти і поради для садівництва. Написана в стилі звернення старшого чоловіка до своєї молодшої дружини, текст пропонує рідкісне розуміння пізньосередньовічних ідей  гендерного домашнього господарства і шлюбу. Важливий своєю мовою і поєднанню прози та поезії, центральною темою книги є подружній послух

## Формат
Книга складається з трьох основних розділів: як досягти любові до Бога і чоловіка; як «підвищити добробут сім'ї»; як розважатися, спілкуватися, і вести бесіду. Як і багато середньовічніх текстів, зміст книги спирається на моральний приклад та авторитетні тексти; включені уривки і посилання на оповіді і персонажі, такі як Гризельда і казки про Мелібі (відомі Чосерівські оповіді Казки писаря, Казки про Мелібі) Лукрецію і Сюзанну. 

## Кулінарні поради
У другому розділі книги, стаття п'ята, містить куховарську книгу. Як і більшість оригінальних ресурсів середньовічної кухні (тобто, книги і рукописи справді написані в середньовічний період), його численні рецепти включають в себе інформацію про компоненти і методи підготовки, але більшість інгредієнтів зазначається без вказівки їхньої кількость; більшість перелічених методів приготування не містять уточнень про необхідну кількість тепла і час приготування їжі.